# Asura rufostria
Asura rufostria là một loài bướm đêm thuộc phân họ Arctiinae, họ Erebidae.